# Ljubo de Karina
Ljubo de Karina (Rijeka, 18. ožujka 1948.), suvremeni hrvatski kipar.

## Životopis
Ljubo de Karina upisuje upisuje Akademiju likovnih umjetnosti, u Ljubljani 1968. godine, odjel kiparstvo. Diplomirao je 1972. godine, a još je kao student osvojio prestižnu studentsku Prešernovu nagradu za kiparstvo. Po završetku studija usavršavao se u majstorskoj radionici Vanje Radauša te Antuna Augustinčića. Status slobodnog umjetnika stječe neposredno po završetku akademskog školovanja 1973. godine i od tada se bavi isključivo kiparstvom. Živi i radi u Brseču.

## Citat
De Karinina osebujnost sjedinjuje klesara i graditelja, maga i ezoteričara. Sjedinjuje racionalno i iracionalno, geometrijsko i organsko... Izvorišta su mu u graditeljskom naslijeđu zavičaja, neolitskoj kulturi, etnografskoj baštini. Dakle, polazi od lokalnog naslijeđa koje postmoderna apostrofira. Ciklusi "Prodori" "Kamen na kamen" bliski su minimal artu, ali su oblici poetizirani jer zadržavaju reminiscencije na lokalnu arhitekturu i neolitsko naslijeđe. U "Obloženim oblicima" i "Vertikalama" uočljive su karakteristike enformela u samom radnom postupku kao i u tretiranju površine.